# Ina Ray Hutton
Ina Ray Hutton (née Odessa Cowan le 13 mars 1916 et morte le 19 février 1984) est une chanteuse américaine et leader d'un groupe de musique. Elle dirige les premiers big bands féminins.

## Biographie

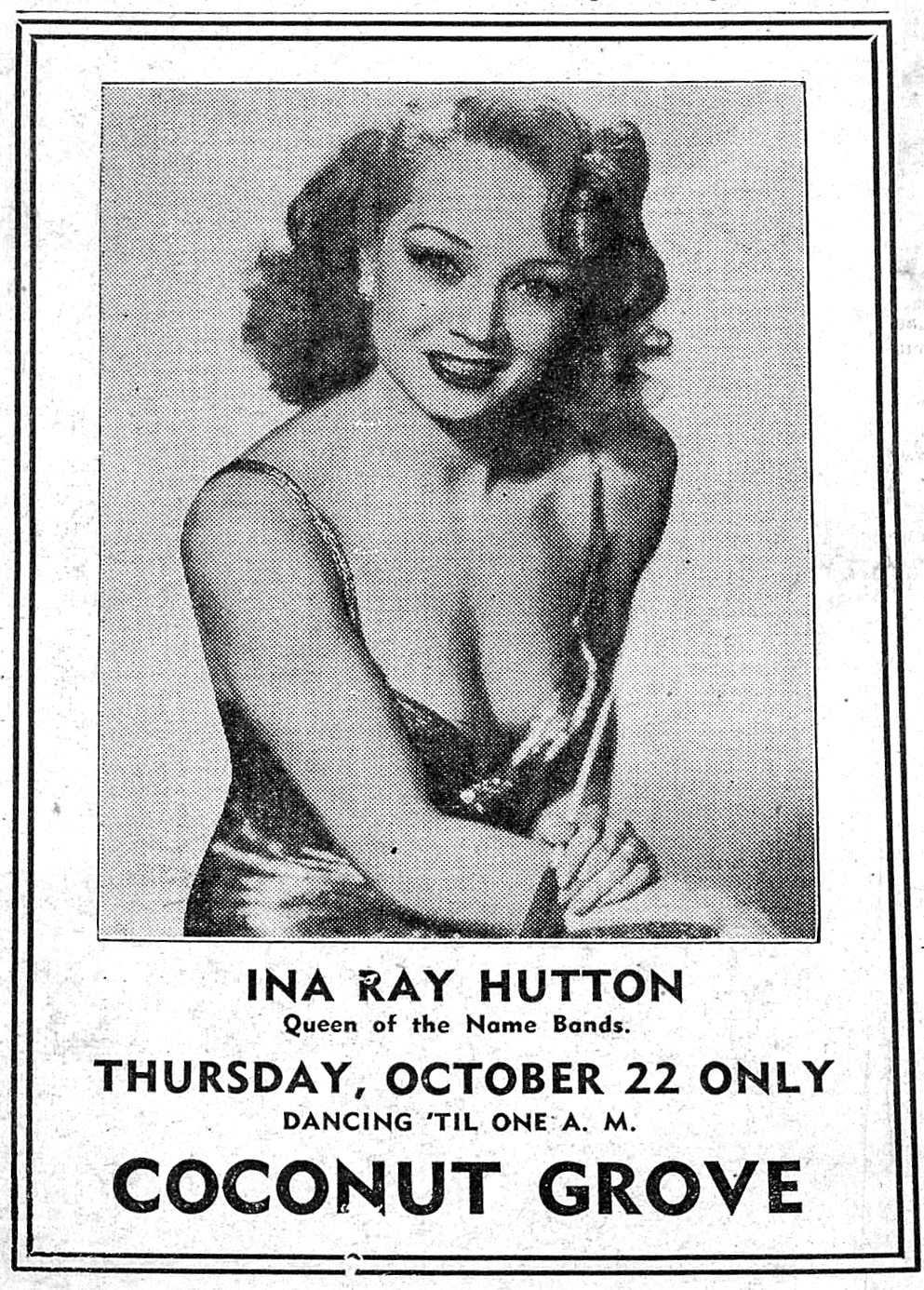
Affiche publicitaire d'Ina Ray Hutton pour un concert à la base aérienne de l'armée de Salt Lake City, Utah, 22 octobre 1942

Originaire de Chicago, Hutton commence à danser et à chanter sur scène à l'âge de huit ans ,. Sa mère est pianiste à Chicago. Elle est par ailleurs la demi-sœur de Juin Hutton. À 15 ans, elle joue dans la revue Future Stars Troupe de Gus Edwards au Palace Théâtre et le  Clowns in Clover de Lew Leslie (en). À Broadway, elle joue dans les revues de George White Melody, Never Had an Education et Scandals, puis avec les Ziegfeld Follies . 
En 1934, elle est approchée par Irving Mills et  Alex Hyde (en) pour diriger un orchestre composé uniquement de filles, les Melodears (en). Dans le cadre de la formation du groupe, Mills lui demande de changer de nom. Le groupe comprend la trompettiste Frances Klein (en), la pianiste canadienne Ruth Lowe (en), la saxophoniste Jane Cullum, la guitariste Marian Gange, la trompettiste Mardell «Owen» Winstead et la tromboniste Alyse Wells. 
Les Melodears apparaissent dans des courts métrages et dans le film Big Broadcast de 1936. Elles enregistrent six chansons, chantées par Hutton, avant de se dissoudre en 1939. Peu de temps après, Hutton commence l'Orchestre Ina Ray Hutton (avec uniquement des hommes) dont George Paxton et Hal Schaefer. Le groupe apparaît dans le film Ever Since Venus en 1944, enregistre pour Elite et Okeh et se produit à la radio . Après la séparation de ce groupe, elle  débute un autre groupe avec des hommes quelques années plus tard. Elle épouse le trompettiste de jazz Randy Brooks. 
Pendant les années 1950, Hutton forme un big band féminin qui se produit à la télévision et  joue dans The Ina Ray Hutton Show. Elle se retire de la musique en 1968 et meurt à l'âge de 67 ans le 19 février 1984 de complications dues au diabète.

## Origines
Bien que Hutton et certains membres de sa famille soient connus pour être blancs, des historiens ont émis l'hypothèse qu'elle et sa famille étaient d'ascendance mixte blanche et afro-américaine. En 1920, Hutton elle-même est répertoriée dans le recensement américain comme «mulâtre» et en 1930 comme «nègre». Hutton est également mentionnée sous son nom d'origine dans le journal africain américain de Chicago The Chicago Defender à plusieurs reprises dans des articles décrivant les premières années de sa carrière. Une photographie d'elle en tant que danseuse à l'âge de 7 ans apparaît dans un numéro de 1924 du journal. 

## Vie privée
Elle épouse et divorce successivement d'Edwin Jessup, Charles Doerwald, Lou Parisotto, Randy Brooks, Michael Anter, John "Jack" Franklin Curtis (13 mars 1963 - 28 décembre 1979),.

## Discographie
- 2001 : Ina Ray Hutton et Her Melodears (Vintage Music)
- 2011 : The Definitive Collection (Fantastic Voyage)[10]